# Praxithea guianensis
Praxithea guianensis là một loài bọ cánh cứng trong họ Cerambycidae.